# Hans Peter Stauch
Hans Peter Stauch (* 27. Mai 1952 in Reutlingen) ist ein deutscher Politiker (AfD). Von 2016 bis 2021 war er Abgeordneter im Landtag von Baden-Württemberg. 

## Leben
Hans Peter Stauch ist gelernter Industriemeister und geschieden. Er ist nach eigenen Angaben Mitglied der Neuapostolischen Kirche.
Seit dem Ende seiner politischen Karriere lebt er überwiegend in Feteira auf der Insel Faial.

## Politik
Stauch ist Mitglied der Alternative für Deutschland. Er wurde bei der Landtagswahl in Baden-Württemberg 2016 mit 16,1 Prozent der Stimmen als Ersatzbewerber für Carola Wolle im Wahlkreis Hechingen-Münsingen in den Landtag von Baden-Württemberg gewählt.
Für die Landtagswahl 2021 wurde er nicht erneut von seiner Partei nominiert.

## Positionen
Nach seiner Wahl sagte er, er wolle sich für direkte Demokratie nach dem Schweizer Vorbild einsetzen sowie für eine gesteuerte Zuwanderung nach Qualifikation und Bedarf des deutschen Arbeitsmarktes. Er ist für ein „Verbot aller politischen religiösen Aktivitäten, die aus dem Ausland finanziert werden“.
Ende August 2018 gab Stauch auf Facebook bekannt, an einer Kundgebung Rechter und Rechtsextremer in Chemnitz, bei der es zu gewalttätigen Ausschreitungen gekommen war, teilgenommen zu haben. Er war mit seinem Fraktionskollegen Stefan Räpple nach Chemnitz gereist und rühmte sich auf Facebook der Teilnahme an der Demonstration von Pro Chemnitz. Räpple und er veröffentlichten auch diesbezügliche Fotos ihrer Teilnahme bei Twitter und schrieben dazu u. a.: „Falls ich später mal gefragt werden sollte, wo ich am 27. August 2018 war, als die Stimmung in #Deutschland kippte: Ja, ich war in #Chemnitz dabei!“ Ein Gutachten des Bundesamtes für Verfassungsschutz nannte Stauch 2018 als Beispiel für Sympathien einzelner Funktionsträger der AfD für die Reichsbürgerbewegung.